# Paolo Capasso
Paolo Capasso (Agerola, 24 settembre 1891 – Monte San Michele, 29 giugno 1916) è stato un militare italiano, insignito della medaglia d'oro al valor militare alla memoria per il coraggio dimostrato durante un attacco con gas asfissianti avvenuto nel mattino del 29 luglio 1916 sul Monte San Michele.

## Biografia
Nacque ad Agerola di Napoli il 24 settembre 1891, figlio di Antonio e Teresa Avitabile. Compiuti gli studi presso il ginnasio di Castellammare di Stabia, ottenne la licenza liceale a Napoli. Chiamato a prestare servizio militare di leva nel Regio Esercito, entrò nel plotone allievi ufficiali di complemento del 42º Reggimento fanteria e una volta ottenuto il grado di sottotenente nel gennaio 1913 fu trasferito al 31º Reggimento fanteria. Al termine del servizio obbligatorio fu congedato e, dopo aver sostenuto l'apposito concorso, entrò nel servizio delle dogane come ufficiale, destinato a prestare servizio nella città partenopea. Dopo lo scoppio della prima guerra mondiale, tra il luglio e il novembre 1914 fu richiamato in servizio presso il 30º Reggimento fanteria della Brigata  "Pisa", cui ritornò all'atto della mobilitazione generale del maggio 1915. Il 22 luglio 1915 rimase ferito sul Monte San Michele venendo decorato con una Medaglia di bronzo al valor militare.
Dopo il contrattacco italiano del 25-28 giugno 1916 l'Alto Comando dell'Imperial regio Esercito decise risolutamente di passare al contrattacco, utilizzando una miscela di gas asfissianti cloro e fosgene, per aprire una breccia nel   fronte italiano al fine di consentire al 1º e 17º Reggimento della 20ª Divisione Hónved, rinforzati da reparti di zappatori che avevano il compito di aprire un varco nei reticolati e nelle trincee italiane, di arrivare all'Isonzo.
Tra le 5 e le 5.30 del mattino del 29 giugno scattò l'attacco: il lancio dei gas investì il 9º e 10º Reggimento fanteria (Brigata "Regina"), il 19° e 20° (Brigata "Brescia"), il 29° e 30° (Brigata "Pisa"), e il 47° e il 48° (Brigata "Ferrara"), nonché molti bersaglieri e diversi soldati di altri reparti, appartenenti all'XI Corpo d'armata e molti di loro, circa 8.000, rimasero uccisi dalle esalazioni di gas.
Mentre si verificava la crisi nel suo reparto, si presentò al comando del 29º Reggimento che occupava il contiguo settore del cosiddetto Groviglio, portando notizie della grave situazione in atto e chiedendo immediati provvedimenti per contrastarla. Colpito dalle esalazioni dei gas si poneva al comando dei pochi uomini a disposizione e andava al contrattacco, ma l'azione dei gas uccideva numerosi soldati e allora rientrava nelle linee italiane per chiederi altri rinforzi rientrando subito in linea per cadere ucciso.
Il 23 agosto 1916 S.M. Re Vittorio Emanuele III lo insignì, "motu proprio", della Medaglia d'oro al valor militare alla memoria.
Il comune di Agerola gli ha intitolato la piazza di Bomerano, la frazione nel quale egli era nato.

## Onorificenze

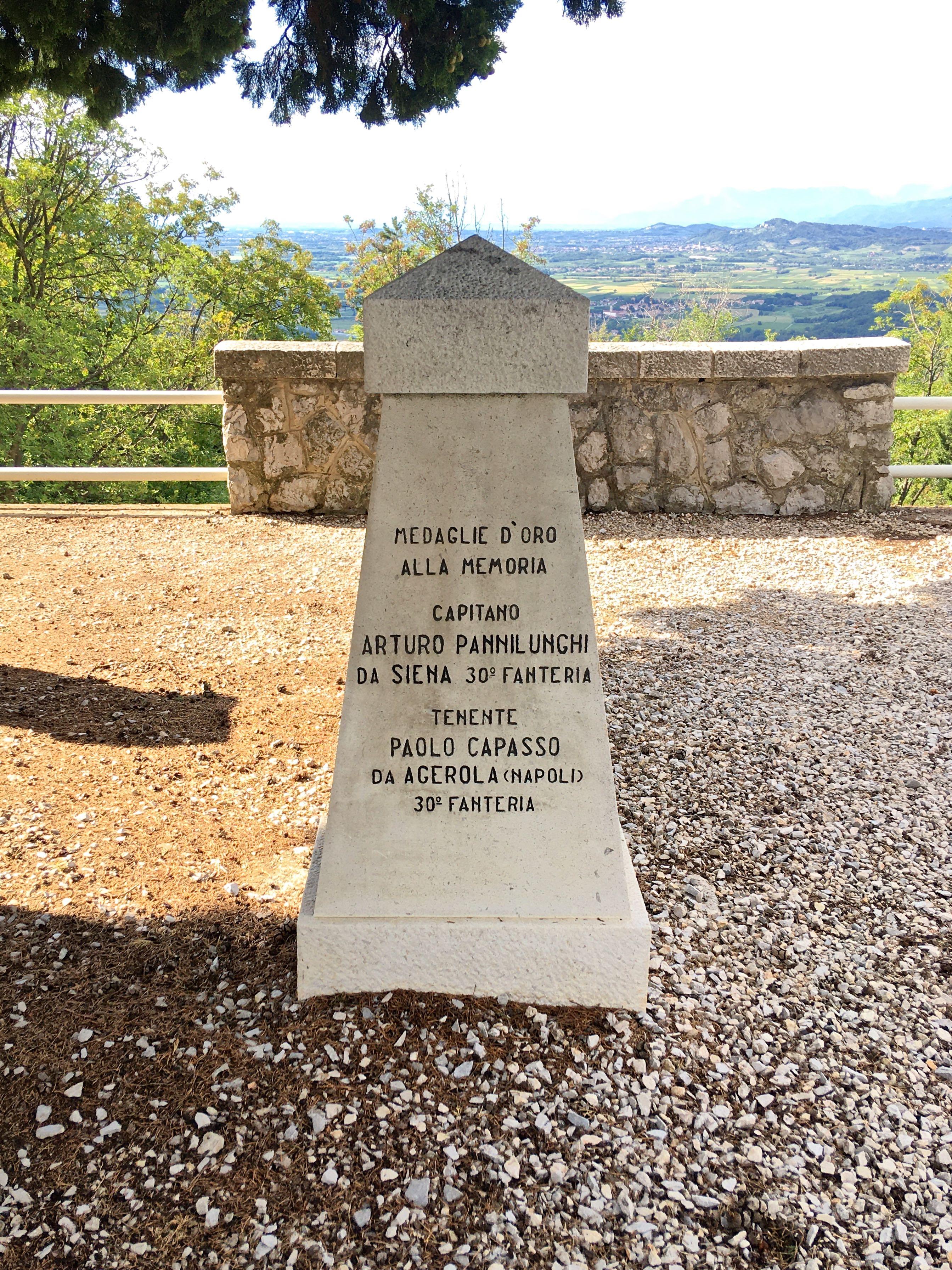
Il cippo sul Monte San Michele

### Annotazioni
1. ↑  Secondo le fonti ufficiali le perdite subite dalla 21ª e 22ª Divisione furono rispettivamente di 109 ufficiali e 4.200 soldati per la prima, 73 ufficiali e 2.050 uomini di truppa per la seconda.

### Fonti
1. 1 2  Cavaciocchi, Ungari 2014, p. 59.
2. ↑  Cavaciocchi, Ungari 2014, p. 116.
3. 1 2  Cavaciocchi, Ungari 2014, p. 120.
4. ↑  Thompson 2012, p. 187.
5. ↑  Cavaciocchi, Ungari 2014, p. 121.
6. ↑   Onorificenze - Dettaglio del conferimento, su quirinale.it, Presidenza delle Repubblica. URL consultato il 3 settembre 2016.